# General Educational Development Test
El GED o General Educational Development Test («examen de desarrollo de educación general») es un grupo de cuatro exámenes de materias académicas en los Estados Unidos y Canadá que certifican conocimientos académicos equivalentes a un diploma de escuela secundaria. Esta certificación es una alternativa al diploma de escuela secundaria estadounidense, al igual que el HiSET. Aprobar el examen GED les da a quienes no completan la escuela secundaria, o que no cumplen con los requisitos para el diploma de escuela secundaria, la oportunidad de obtener un Certificado de Equivalencia de Escuela Secundaria o una credencial con un título similar. GED Testing Service es una empresa conjunta del Consejo Estadounidense de Educación, que inició el programa GED en 1942. Para superar el GED, el solicitante debe llegar al 40% de estudios de último año a nivel nacional, aunque algunos estados pueden poner sus propios requisitos para pasarlo. Estos estados también requieren que los estudiantes hagan un examen adicional demostrando un entendimiento de gobierno federal, estatal o local.
Realizan el GED las personas que no han conseguido el diploma de preparatoria. Las razones más comunes de estos solicitantes del GED de no haber recibido un diploma de preparatoria incluyen inmigración a los Estados Unidos o Canadá, dejar la preparatoria por falta de interés, la inhabilidad de completar los exámenes requeridos o problemas personales.
Más de 15 millones de estudiantes han recibido el GED desde su creación. Uno de cada siete estadounidenses con credenciales de preparatoria ha recibido el GED, incluso uno de cada veinte estudiantes universitarios. El 70% de los solicitantes del GED completan por lo menos el 10.º grado (o 2º medio) antes de dejar la escuela, y el mismo número tienen más de 19 años, con el promedio siendo 24.
Además de inglés, el examen del GED está disponible en español, francés, letra grande, audiocinta y braille.Los exámenes y preparaciones para los exámenes son rutinariamente ofrecidos en instituciones correccionales y en bases militares, sin contar los escenarios más tradicionales. Los estudiantes estadounidenses y canadienses que vivan fuera de esos países pueden hacer los exámenes del GED en línea.

## Historia del GED
En noviembre de 1942, el Instituto de Fuerzas Armadas de Estados Unidos solicitó al Consejo Americano en Educación (ACE) que desarrollara un set de exámenes para medir el nivel académicos de los estudiantes secundarios.Estas evaluaciones, llamadas "Evaluaciones de Desarrollo Educacional General" (GED) daban al personal militar y veteranos que habían ingresado al servicio de la Segunda Guerra Mundial antes de terminar sus estudios secundarios una manera de demostrar su conocimiento. Aprobar estos exámenes daba a los soldados y marinos la credencial académica que necesitaban para conseguir trabajos de civiles y poder acceder a educación terciaria o universitaria, como también entrenamiento.
El ACE revisó las evaluaciones GED por una tercera vez en 1988. El cambio más importante a las series fue incluir un ensayo. Las nuevas pruebas se enfocaban más en temas socialmente relevantes y habilidad para resolver problemas. Por primera vez, encuestas de los que tomaban los GED encontraron que más estudiantes (65%) reportaban haber tomado la prueba con la intención de continuar sus estudios más allá de la escuela secundaria, que para tener un trabajo mejor (30%). Una cuarta revisión fue realizada en 2002 para hacer que la prueba esté a la altura de la educación secundaria de hoy en día.

## Administración del examen
Hay más de 3500 centros examinadores en los Estados Unidos y Canadá. Los lugares de exámenes varían de distrito a distrito, pero son comúnmente escuelas preparatorias.
Para estudiantes en grandes área metropolitanas, los alumnos pueden típicamente elegir entre dos o más lugares para ser examinados y marcar su preferencia en la solicitud. Los administradores pueden entonces determinar en cuál lugar el alumno puede tomar el examen luego de revisar factores como la distancia del hogar, el número de estudiantes tomando el examen en cualquier día, y si dos estudiantes hayan ido a la misma escuela anteriormente, algo que pudiese indicar el deseo de hacer trampa en el examen.

## Estudiantes con discapacidades
Para estudiantes con discapacidades físicas documentadas, hay numerosas acomodaciones disponibles. Alumnos con dificultades de visión pueden usar el sistema "Braille", audiocintas, o ediciones en letra agrandada, tanto como calculadoras "con voz". Los estudiantes con discapacidades físicas pueden recibir tiempo adicional.

## Pasando la batería del examen
La nota máxima que cualquiera pueda recibir en un examen individual del GED es 800. Una nota 800 pone al estudiante en el número 1 de todos los evaluados nacionalmente. El mínimo varía de estado a estado.